# Promethearchaeota
A Promethearchaeota (korábban Lokiarchaeota) egy javasolt törzs az archeák doménjében. Az archeák (korábban: ősbaktériumok) egysejtű, sejtmag nélküli (prokarióta) szervezetek. Egy filogenetikai analízis felfedte, hogy monofiletikus csoportot alkot az eukariótákkal. Az analízis számos gént azonosított, sejtmembránnal kapcsolatos funkciókkal. Az ilyen gének jelenléte alátámasztja azt az elméletet (eocita-elmélet) miszerint az eukarióták törzsfejlódése archeális őssejtre vezethető vissza.
2015-ben vezették be a csoportot, miután egy metagenomikai elemzésben azonosítottak egy lehetséges genomot egy közép-óceáni üledék mintájából. Az elemzés szerint létenzie kell az egysejtűek egy külön nemének, amelyet Lokiarchaeumnak neveztek el. A mintát egy „Loki kastélya” néven ismert, hidrotermális kürtőhöz közel vették, a Gakkel-hátságon, a Jeges-tengeren. Az üledéket egy gravitációs magból vették 2010-ben a Knipovich-hátságon. Az üledékben a sejtek alacsony sűrűségben voltak jelen.

## Leírása
A Lokiarchaeum kompozit genom 5,381 fehérje kódoló génből áll. Ezek közül nagyjából 32% nem felel meg bármilyen ismert fehérjének, 26% nagyon hasonlít az archeális fehérjékre, és 29% megfelel a bakteriális fehérjéknek. Ez a helyzet összhangban van két dologgal: 1 fehérjék egy új törzsből (kevés közeli rokon vagy nincs) nehéz hozzárendelni őket helyes doménhez, 2 egy meglévő kutatás azt sugallja hogy jelentős interdomén gén transzfer történt a baktériumok és archeák között.
A fehérjéinek egy kicsi de jelentős részében (175, 3,3%)  a kinyert genetikai kód nagyon hasonló az eukarióta fehérjékre. A minta szennyeződés valószínűtlen magyarázat a szokatlan fehérjékre, mert a kinyert géneket mindig közrefogták prokarióta gének és a géneknek nincs ismert eukarióta eredete detektálva a metagenomban amiből a kompozit genomot kivonták. Továbbá az előző filogenetiai analízis azt javasolja hogy a kérdéses gének eredete az eukarióta kládok alapjánál van.
Az eukariótákban  ezeknek a fehérjéknek a funkciója tartalmazza: a sejt membrán deformációt, sejt alakjának a képződését, és egy dinamikus fehérjét a citoszkeletont. Lokiarchaeumnak is lehet néhány ezen képességek közül. Továbbá megtalálható a genomjában az aktin nevű fehérje ami az eukariótákben alapvető a fagocitózisban.

## Evolúciós jelentősége
Egy összehasonlító elemzése a Lokiarchaeum genomnak ismert genomokkal szemben eredményezett egy filogenetikai fát ami egy monofiletikus csoportot mutatott amelynek tagjai a Lokiarchaeota és az eukarióták, ami támogat egy archeális gazdasejt vagy eocyte-szerű forgatókönyveket az eukarióták kialakulásának. A Lokiarchaeum membránnal kapcsolatos funkcióknak repertoárja azt sugallja hogy a közös őse az eukariótáknak esetleg egy köztes lépés lehetett a prokarióta sejtek között, mentes a szubcelluláris struktúráktól.
Carl Woese három doménes rendszere a sejtes életet három doménbe osztályozza: archeák, baktériumok, és eukarióták, az utolsót jellemzi a nagy, erősen fejlődött sejtek, hogy tartalmaz mitokondriumot, ami segít a sejteknek ATP termelni (adenozin-trifoszfát, az energia valuta a sejtnek), és egy membránhoz kötött nukleust ami tartalmaz nukleinsavakat. Protozoonok és az összes többsejtű organizmus például állatok, gombák, és növények eukarióták.
Úgy gondolják hogy baktériumok és az archeák a legősibb származási vonalak, valószínűsíthetőleg rájuk utaló 3,8 milliárd éves fosszilis maradványokat is találtak már. Az eukarióták tartalmazza az összes komplex sejtet és majdnem minden többsejtű organizmust. Úgy gondolják 1.6-2.1 milliárd évvel ezelőtt fejlődtek ki. Míg az eukarióták evolúcióját egy nagy evolúciós jelentőségű eseménynek tekintik, nincs köztes forma vagy "hiányzó láncszemek" a felfedezés előtt. Ebben a kontextusban a Lokiarchaeum felfedezése az eukarióták néhány de nem minden jellemzőjével bizonyítékot ad az átmenetre az archeából az eukariótákra.
A Lokiarchaeota és az eukarióták valószínűleg egy közös ősön osztoznak, és ha igen akkor durván két milliárd évvel ezelőtt ágaztak el. Ez a feltételezett ős rendelkezett kritikus "indító" génekkel amik képessé tették növekvő sejt komplexitásra. Ez a közös ős vagy egy rokona vezetett végül az eukarióták evolúciójához.